# Dayton, Quận Waupaca, Wisconsin
Dayton là một thị trấn thuộc quận Waupaca, tiểu bang Wisconsin, Hoa Kỳ. Năm 2010, dân số của thị trấn này là 2.697 người.